# Nicolaas Govert de Bruijn

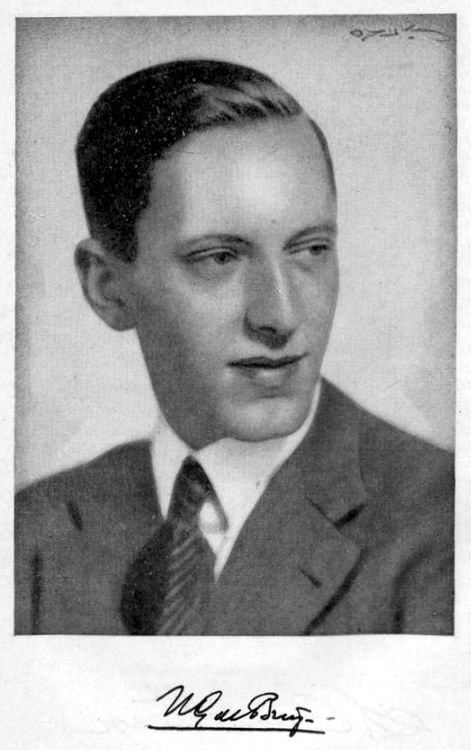
Prof. dr. N. G. de Bruyn, 1947

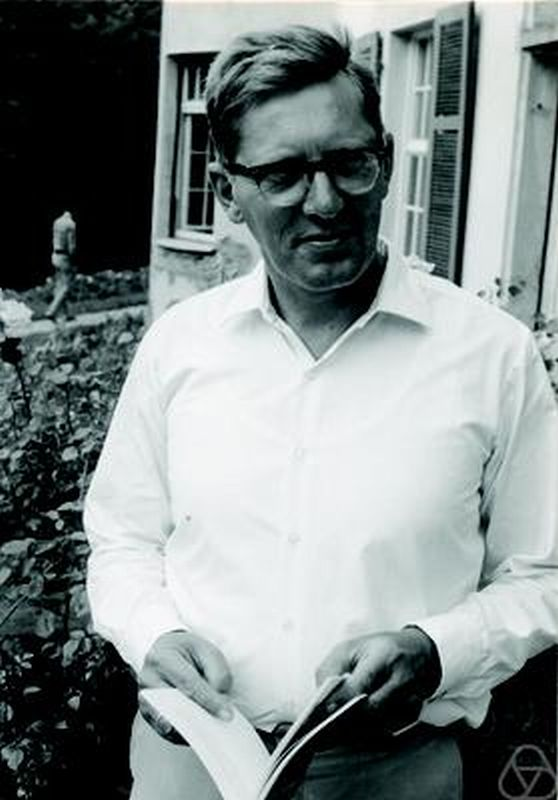
De Bruijn in den 1960er Jahren

Nicolaas Govert de Bruijn (* 9. Juli 1918 in Den Haag; † 17. Februar 2012 in Nuenen) war ein niederländischer Mathematiker, der sich vor allem mit Analysis, Zahlentheorie, Kombinatorik und Informatik (diskreter Mathematik) beschäftigte.

## Leben und Wirken
De Bruijn machte 1934 sein Abitur und studierte ab 1936 an der Universität Leiden. Von 1939 bis 1944 war er Assistent in Mathematik an der Technischen Hochschule in Delft (während er bis 1941 in Leiden und danach in Amsterdam studierte) und wurde 1943 an der Universität Amsterdam bei Jurjen Koksma promoviert (Modulformen in mehreren Variablen). Nach zwei Jahren in den Philips-Forschungslabors in Eindhoven (in der er sich u. a. mit den Gleichungen für Schwingkreise, Wellenleitertheorie, Antennentheorie befasste) war er 1946 bis 1952 Professor in Delft. Damals veröffentlichte er auch schon mehrere Arbeiten mit Paul Erdős (Satz von De Bruijn-Erdős 1948). 1952 bis 1960 war er Professor in Amsterdam und danach bis zu seiner Emeritierung 1984 an der Technischen Hochschule Eindhoven. 1960 bis 1984 war er wissenschaftlicher Berater bei Philips. 1959 war er Gauß-Professor in Göttingen.
In der Kombinatorik verallgemeinerte er beispielsweise die Abzähltheorie von George Pólya für Graphen und Gruppen. Nach ihm sind De-Bruijn-Folgen benannt und damit zusammenhängend De-Bruijn-Graphen, die er mit Tatjana van Aardenne-Ehrenfest 1951 einführte. Ebenfalls 1951 bewies er eine Verallgemeinerung von Sperners Lemma. Er beschäftigte sich auch mit Automatentheorie, verschiedenen Spielen (wie Solitaire, Kartenspielen, Pentominoes, Spiele auf Graphen), Packungsproblemen und entwickelte Ende der 1960er Jahre die Computersprache Automath zur automatischen Beweisführung. De Bruijn beschäftigte sich auch mit Quasikristallen (Penrose-Parkettierung) und seit den 1970er Jahren mit mathematischen Modellen für Gehirnfunktionen wie das Gedächtnis. Sein Buch über asymptotische Entwicklungen in der Analysis gilt als Standardwerk, ist aber keine Monographie im eigentlichen Sinn, sondern stellt vor allem die verwendeten Methoden heraus.
In der Graphentheorie bewies er 1951 mit Paul Erdös den Satz von de Bruijn und Erdös: Die Chromatische Zahl eines unendlichen Graphen ist, falls sie endlich ist, gleich der maximalen chromatischen Zahl aller seiner endlichen Untergraphen. Es gibt auch einen Satz von de Bruijn und Erdös in der Inzidenzgeometrie: Sei P eine Konfiguration von {\displaystyle n} Punkten in der projektiven Ebene, die nicht alle auf einer Geraden liegen. Für die Anzahl {\displaystyle t} der Geraden, die durch die Punkte von P festgelegt werden, gilt: {\displaystyle t\geq n}. Falls {\displaystyle t=n} ist P die projektive Ebene oder genau {\displaystyle n-1} Punkte liegen auf einer Geraden.
1985 erhielt er die (nur alle neun Jahre verliehene) Snellius-Medaille, hauptsächlich für Arbeiten zu Automath. Er ist Ehrenmitglied der niederländischen mathematischen Gesellschaft und seit 1957 Mitglied der niederländischen Akademie der Wissenschaften. De Bruijn ist Ritter des niederländischen Löwen. 1970 war er Invited Speaker auf dem Internationalen Mathematikerkongress in Nizza (Recent developments in enumeration theory). 1991 erhielt er den AKZO-Preis und 2003 den Preis für sein Lebenswerk der niederländischen Gesellschaft für Informatik.
Er war seit 1944 verheiratet und hat vier Kinder.

## Schriften
- Asymptotic Methods in Analysis. North Holland 1958, Dover 1981.
- Pólyas Abzähl-Theorie, Muster für Graphen und chemische Verbindungen. In: Konrad Jacobs (Hrsg.): Selecta mathematica III (= Heidelberger Taschenbücher Band 86). Springer, Berlin, Heidelberg, New York 1971, ISBN 3-540-05333-6, S. 1–26 (tue.nl [PDF; abgerufen am 11. Juli 2019]).